# Sport à Chypre
Chypre, en raison d'une population et d'une taille minimes, obtient un palmarès modeste au niveau sportif.

## Disciplines

### Athlétisme
Au cours des dernières années, les athlètes chypriotes ont obtenu des succès notables en l'athlétisme. Kyriakos Ioannou (Saut en hauteur) a remporté des médailles aux Championnats du monde de l'IAAF d'athlétisme, aux Jeux du Commonwealth et les Jeux Méditerranéens. Eléni Artymatá (Sprint) a également remporté plusieurs médailles aux Jeux Méditerranéens, y compris des médailles d'or dans les 200 mètres en 2009 et 2013.

### Football
Le football est le sport le plus populaire sur l'île. Le football a été introduit à Chypre au début du XXe siècle par les Britanniques. En Septembre 1934, l'Association de football de Chypre (CFA) a été formé et les matchs furent bientôt joués sur une base officielle. L'association est devenue membre de la FIFA en 1948 et un membre de l'UEFA en 1962. L'équipe nationale chypriote n'a pas encore été qualifié pour un événements majeurs, tandis que les grands clubs chypriotes participent aux compétitions européennes avec un succès limité. APOEL Nicosie. a écrit l'histoire en 2012 en devenant la première équipe chypriote à atteindre les quarts de finale de la Ligue des champions. La première division chypriote est semi-professionnelle avec quelques clubs professionnels.

### Basketball
voir aussi: Fédération chypriote de basket-ball
Le basket-ball est également très populaire à Chypre. La ligue chypriote est semi-professionnel, mais les équipes chypriotes ont eu de bons résultats lors des campagnes européennes. Récemment, l'EKA AEL a terminé 3e de la FIBA EuroCup.

### Rugby
Le rugby bien qu'en croissance reste un sport mineur à Chypre.

### Tennis
Le tennis à Chypre a récemment reçu plus d'attention principalement en raison du succès de Marcos Baghdatis au classement ATP. Baghdatis a atteint la finale de l'Open d'Australie 2006, était demi-finaliste à Wimbledon en 2006 et a atteint la 8e place du classement ATP en Août 2006.

### Ski
Le ski est apparu à Chypre aux environs de l'année 1934, quand un groupe de personnes a créé le premier « Mountaineering Club » de l'île. Malheureusement, à cause de la Seconde Guerre mondiale, le développement du ski a été retardé pendant plusieurs années.
Le Chypre Ski Club a été créé le 2 mars, 1947 et depuis lors, il a un rôle de premier plan dans le développement du ski sur l'île. Le premier ascenseur a été construit et exploité sur la face est du Mont Olympe utilisant un équipement primitif, tandis qu'un second ascenseur a été construit en 1951 à proximité du restaurant "Dolphin", à l'ouest de Troodos Carré.
Après l'indépendance de Chypre en 1960, le Ski Club s'est développé dans sa forme moderne, avec une Fédération de ski sous les auspices de la FIS, et quatre clubs régionaux (Nicosie, Limassol, Troodos, et Famagouste) participe à plusieurs compétitions de ski. Jusqu'en 1968, les ascenseurs mobiles exploités par l'armée britannique ont été utilisés, mais en 1968 la première remontée détenue par la CSC a été construit à Sun Valley 1. Le grand ascenseur North Face a été le deuxième à être construit, suivis par Hermes (Sun Valley 2) en 1973, et Héra (North face 2) en 1986. en même temps, plusieurs pistes ont été créées pour atteindre le nombre de 9 en 1986. Chacun des ascenseurs a son propre espace de base avec une cafétéria, et les différents ascenseurs sont reliés entre eux par un réseau de sentiers.
À côté du développement de la région, le SCC a lancé la tradition des cours de ski pour les enfants des écoles de la région à partir de la saison 1959. En 1960, la Fédération a présenté les concours annuels de ski Pan Chypriote. Depuis 1963, les skieurs chypriotes ont commencé à participer à des compétitions internationales, avec la première participation aux Championnats du monde en 1978 à Garmisch-Partenkirchen, en Allemagne. La première participation olympique d'hiver de Chypre a eu lieu dans les Jeux olympiques d'hiver de 1980 à Lake Placid. Depuis, Chypre a participé activement aux diverses compétitions régionales, ainsi qu'aux Championnats du Monde et aux Jeux Olympiques.

## Jeux Olympiques
Le comité national olympique de Chypre existe depuis son indépendance en 1974 et a été reconnu par le Comité international (CIO) en 1978. Pávlos Kontídis obtient la médaille d'argent en voile laser en 2012, et devient le premier et unique médaillé olympique chypriote jusqu'à aujourd'hui.